# Аврора (телеведущая)
Авро́ра (настоящее имя — Ирина Юрьевна Юдина; род. 18 июля 1973, Орехово-Зуево, Московская область) — российская киноактриса, телеведущая, бьюти-эксперт и фотомодель.

## Биография

### Ранние годы
Родилась 18 июля 1973 года в подмосковном Орехово-Зуеве.
В 1990 году окончила среднюю школу.
С января 1990 года по декабрь 1995 года проходила обучение в Нижегородской архитектурно-строительной академии (архитектурный факультет, специальность «городское строительство»).

### Карьера
С 1 мая 1996 года по сентябрь 2007 года на протяжении 11 лет — штатная ведущая телеканала Муз-ТВ (вела программы: «Клипомания», женское ток-шоу «Соковыжималка» вместе с Дарьей Субботиной, утренний развлекательный канал «Жизнь прекрасна», «Вечерний звон», «Сиеста» и многие другие. В течение последних пяти лет работы на канале вела «Хит-парад 20».
С января 1997 года по декабрь 2000 год — рекламное «лицо» американской жевательной резинки «Wrigley».
С августа 2003 года по март 2004 года вместе с Егором Дружининым вела еженедельную телеверсию конкурса «Золотой граммофон» на «Первом канале».
В июне 2005 года стала ведущей премии «Муз-ТВ 2005».
С марта 2006 года — одна из ведущих «Клуба бывших жён» на телеканале «ТНТ» (вместе с Верой Сотниковой, Лерой Кудрявцевой и Жанной Эппле).
С января 2010 года — ведущая утреннего информационно-развлекательного канала «Настроение» на телеканале «ТВ Центр».
В 2011 году не очень долгое время вела ток-шоу «ТВ-Цех» на телеканале «ТВ Центр» вместе с Леонидом Млечиным и Никитой Белоголовцевым.
С сентября 2011 года — ведущая шоу «Золушка. Перезагрузка» на телеканале «ТНТ».
С января 2012 года — ведущая программы «Звёздные истории. Тележурнал» на телеканале «Домашний».
Снялась в двух фильмах — «В движении» (2002, реж. Ф. Янковский; небольшая роль телеведущей по имени Ева) и «Никто не знает про секс» (2006, реж. А. Гордеев; роль Ангелины).
Вела телепрограммы «Золотой граммофон» и «Музыкальная фишка» в Казахстане.
В 2009 году — лицо рекламного интернет-проекта «Доверие» (Dove).
В 2010 году — лицо рекламной кампании «Nestle Fitness».
С 2011 года по 2012 год — Ситишейпер Range Rover Evoque.
В 2013 году создала собственный бренд «SISTERconcept».
С 2015 года по 2016 год — ведущая Всероссийского музыкального конкурса «Новая звезда» на телеканале «Звезда».
С 2016 года — амбассадор бьюти бренда Vichy.
С 2018 года — лицо рекламной кампании бренда ACUVUE.
С 2018 года — ведущая программы «Большие праздники» на телеканале «Карусель».
В 2019 году создала вместе с журналисткой и блогером Ариной Холиной YouTube-канал «Avrora&Arina».
С 2024 года — ведущая реалити-шоу «Клиника счастья. Реалити» на онлайн-кинотеатре KION.

### Общественная позиция
В 2021 году высказывалась против задержания Алексея Навального.

## Работы

### Телевидение
«Муз-ТВ»:
- «Клипомания»
- «Соковыжималка»
- «Жизнь прекрасна»
- «Вечерний звон»
- «Сиеста»
- «Хит-парад 20»

«Первый канал»:
- «Золотой граммофон»

«ТНТ»:
- «Клуб бывших жён»
- «Золушка. Перезагрузка»
- «Музыкальная фишка»

«ТВ Центр»:
- Утренний канал «Настроение»
- «ТВ-Цех»
- «Полезная программа»

«Домашний»:
- «Звёздные истории. Тележурнал»

«НТВ»:
- «Новая жизнь»

Звезда:
- «Новая звезда»

### Фильмография
- 2002 — «В движении» — телеведущая Ева
- 2006 — «Никто не знает про секс» — Ангелина
- 2010 — «Москва, я люблю тебя!» — эпизод